# Pentax ME Super
Die Pentax ME Super wurde von 1980 bis 1987 als Weiterentwicklung der ME gebaut. Zusätzlich zur weitgehend entsprechenden ME erhielt sie eine manuelle Belichtungssteuerung mittels zweier Tasten. Die ME (ME = Mini Electronic) Super gehört zu den elektronischen Kameras, die für die Verschlusssteuerung auf Batteriestrom angewiesen sind. Allerdings wird die Blitzsynchronzeit von 1/125 s mechanisch eingesteuert und kann so selbst bei leeren Batterien als „Notzeit“ eingesetzt werden. Auch die B-Einstellung für beliebig lange Dauerbelichtungen funktioniert mechanisch und benötigt keine Stromzufuhr. Die Belichtungsmessung erfolgt per TTL und mittenbetont integral. Die Kamera hat das K-Bajonett mit Blendensimulation. Sie war zur Zeit ihrer Erscheinung eine der kleinsten und leichtesten 35-mm-Spiegelreflexkameras.

## Daten
- Die Pentax ME Super ist eine 35-mm-Spiegelreflexkamera mit mittenbetonter TTL-Offenblendmessung.
- Der Verschluss von Seiko (MFC-E2) ist ein Metall-Lamellenverschluss (Schlitzverschluss), der vertikal abläuft. Die Verschlusszeiten sind einstellbar von 4 bis 1/2000 s und B, die Blitzsynchronisationszeit beträgt 1/125 s. Auch bei Belichtungszeiten von deutlich über 4 s misst und belichtet die ME Super automatisch, obwohl die LED-Anzeige bzw. die längste, manuell wählbare Belichtungszeit nur bis 4 s reicht.
- Die im Sucher sichtbare, mehrfarbige LED-Anzeige dient neben Warnfunktionen und der Kontrolle der automatischen Belichtungsfunktion der Einstellung und Überwachung manueller Verschlusszeiten, die in Kombination mit zwei Steuerungstasten das Verschlusszeitenrad ersetzen.
- Der Selbstauslöser hat eine Vorlaufzeit von 8–9 s.
- Der Sucher ist ein Pentaprisma mit Silberbeschichtung, die Mattscheibe war durch den Service von Pentax auswechselbar. Der Sucher zeigt 92 % des Filmformates an (95 % Bildbreite und 98 % Bildhöhe) mit einer Vergrößerung 0,95-fach (50-mm-Objektiv bei unendlich). Zur Scharfstellung dienen drei Einstellhilfen: Mattscheibe, Mikroprismenring und Schnittbildindikator.
- Die einstellbare Filmempfindlichkeit reicht von 12 bis 1600 ASA, die Belichtungskorrektur ist von ¼× bis 4× einstellbar.
- Der Schwingspiegel besitzt einen pneumatischen Dämpfer, dessen Wirkung eine Spiegelvorauslösung entbehrlich macht und der Kamera ein leises und erschütterungsarmes Auslösen ermöglicht.
- Unmittelbar rechts und links neben dem Strahlengang des Sucher-Okulars bzw. in Richtung des Lichtaustritts des Pentaprismas angeordnet, befinden sich zwei hochempfindliche, exitaxiale Galliumarsenid-Fotodioden mit jeweils eigener Kondensoroptik – die Konstruktion bildet den mittenbetont messenden Lichtempfänger des Belichtungs- und Steuersystems der ME Super.
- Als Batterien kommen zwei 1,5-V-Silberoxid- (G13 / A76, SR44) oder 1,5-V-Alkalinebatterien (LR44) zum Einsatz, die LEDs der Belichtungsanzeige im Sucher dienen gleichzeitig als Batterieprüfanzeige (blinkende LEDs bei schwachen Batterien).

## Zubehör
Als besonderes Zubehör wird ein extra Winder angeboten (Winder ME II), der bis zu zwei Bilder pro Sekunde schafft. Der Winder der ME kann ebenso benutzt werden, besitzt jedoch nicht den Bedienkomfort und ist schwerer.
Ebenso lässt sich die Standard-Rückwand gegen eine Datenrückwand (Dial Data ME Rückwand) austauschen. Diese kann folgende Daten in den Film einbelichten:
- Jahr, Monat, Tag
- Blende
- Belichtungszeit
- Brennweite oder Ziffer
- Buchstaben A-O.

Weiter verfügbar sind Korrekturlinsen mit verschiedenen Dioptrien für das Okular.
Im Zubehörprogramm finden sich auch eine Auswahl an Bereitschaftstaschen für das Gehäuse mit beiden Arten von Rückwänden, verschiedenen Objektiven und mit Objektivausschnitt (Blimp-Tasche).